# Carl Gustaf Armfeldt den yngre
Carl Gustaf Armfeldt den yngre, född 14 juli 1724, död 5 januari 1792, var en svensk friherre som utsågs till generalmajor 1787 och till landshövding i Nylands och Tavastehus län 1787. 
Armfeldt var son till kaptenen och friherren Gustaf Armfeldt och Anna Ellisabeth Wrangel. Han gifte sig 1755 med Antoinetta Johanna Morman och 1766 med Anna Margaretha Ehrenborg. Han var sonson till Carl Gustaf Armfeldt den äldre, farbror till Gustaf Mauritz Armfelt.
Armfeldt har betraktats som det mot Gustaf III konspiratoriskt inriktade Anjalaförbundets ledare. Bland annat med anledning av detta dömdes Armfeldt år 1790 till döden, men benådades senare. Han avled under livstidsstraff på Malmö fästning.